# Lebenszentrum Adelshofen
Das Lebenszentrum Adelshofen (LZA) ist ein freies evangelisches Missionswerk evangelikaler Prägung innerhalb der Evangelischen Landeskirche in Baden mit einer Kommunität, einer theologischen Ausbildungsstätte und einem Tagungszentrum in Eppingen-Adelshofen, Nordbaden.

## Geschichte
Die Anfänge liegen in einem geistlichen Aufbruch im Jahr 1955 in der örtlichen Kirchengemeinde unter dem damaligen Ortspfarrer Otto Riecker (1896–1989). Aus diesem Aufbruch entstand 1958 die Bibelschule Adelshofen. Aus dieser erwuchs 1962 die Kommunität Adelshofen, eine evangelische Bruder- und Schwesternschaft. Im Lauf der Jahre konnten weitgehend aus Spenden neben Wohngebäuden vielfältig nutzbare Tagungs- und Konferenzräume erstellt werden. Gesamtleiter des Werkes war ab 2013 Matthias Böker in Nachfolge von Oskar Föller.
2022 wurde die „Stiftung Lebenszentrum“ gegründet, die als neuer Träger der Kommunität und des Theologischen Seminars in Adelshofen die bisherige Rechtsform als Verein ablöste. Christian Pletsch ist Vorstandsvorsitzender der neuen Stiftung. Zudem wurde ein Leitungsteam eingeführt, das sich aus Martina Luschnat, Stefan Heidorn und Irmtraud Heimgärtner zusammensetzt.

## Kommunität
Die Kommunität Adelshofen ist eine ordensähnliche evangelische Gemeinschaft von (Stand Mai 2024) 28 zölibatär lebenden Schwestern und Brüdern. Im Jahr 1990 erreichte sie den Höchststand von 42 Mitgliedern. Gemeinsam mit angestellten Mitarbeitern sind sie verantwortlich für das Lebenszentrum. Neben der Erfüllung ihrer vielfältigen Aufgaben im Lebenszentrum (Unterricht am Theologischen Seminar Adelshofen, Freizeiten, Veranstaltungen, Tagungen sowie Küche und Hauswirtschaft) arbeiten die Schwestern und Brüder verstärkt in Gemeinden, um dem Verkündigungsdienst nachzukommen. Angeschlossen sind eine Familiengemeinschaft und die Evangelische Lebensgemeinschaft Leipzig (drei Frauen). Gründer und Leiter der Familiengemeinschaft ist Wilhelm Faix.

## Theologisches Seminar
Das Theologische Seminar Adelshofen bietet eine theologische Berufsausbildung (Gemeindepädagogik), ein akademisches Aufbaustudium und Tagungen und Seminare für Nichtstudierende an.

## Jahresteam
Das Jahresteam ist ein Jüngerschaftsprogramm für junge Christen im Alter von 18 bis 24 Jahren, die für ein Jahr im Lebenszentrum ein Freiwilliges Soziales Jahr oder den Bundesfreiwilligendienst absolvieren.

## Seminararbeit
Das Lebenszentrum bietet Urlaubsprogramme, Seminarwochen und Tagesseminare für Kinder, Teenager, Jugendliche und Familien an. Inhaltlicher Schwerpunkt ist dabei die Weiterbildung haupt- und ehrenamtlicher kirchlicher Mitarbeiter. Auf Anfrage  übernimmt das Lebenszentrum die Vorbereitung und Durchführung von missionarischen Wochen und Sonderveranstaltungen in Gemeinden, zu denen Mitarbeiter und Teams angefragt und eingeladen werden können. Neben den Angeboten zum Gemeindeaufbau und zur Gemeindeberatung bildet Seelsorge einen weiteren Schwerpunkt der Arbeit.